# Vipingo Airport
Vipingo Airport är en flygplats i Kenya.   Den ligger i länet Kilifi, i den södra delen av landet, 400 km sydost om huvudstaden Nairobi. Vipingo Airport ligger 146 meter över havet.
Terrängen runt Vipingo Airport är platt. Havet är nära Vipingo Airport åt sydost.  Närmaste större samhälle är Takaungu, 15,5 km norr om Vipingo Airport. 